# Evaristo Malavasi
Evaristo Malavasi (Mirandola, 5 giugno 1922 – Mirandola, 16 giugno 2002) è stato un calciatore e allenatore di calcio italiano, di ruolo attaccante.

## Carriera

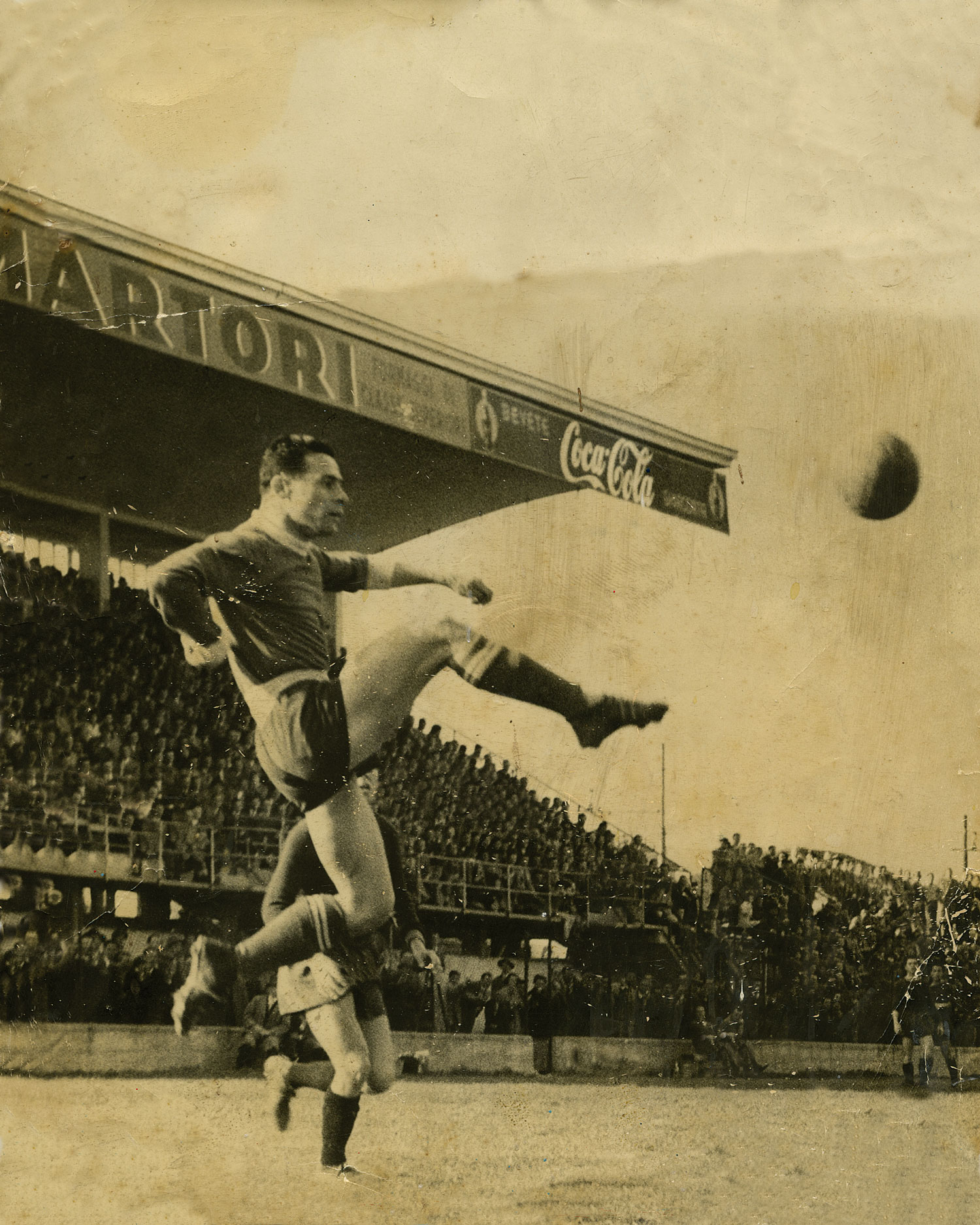
Evaristo Malavasi in azione (1958)

Cresciuto nella Mirandolese, dove aveva il soprannome di Beg, dopo tre presenze con il Modena nel Campionato Alta Italia 1944, nel dopoguerra torna nella Mirandolese per due stagioni dove segna 37 reti in 33 incontri. Passa al Bolzano debuttando in Serie B nella stagione 1947-1948 e poi disputando un altro campionato di Serie C.
Nella stagione 1949-1950 ed in quella successiva gioca ancora in Serie B con lo Spezia totalizzando 74 presenze e 24 reti.
Negli anni successivi continua a giocare in Serie B con lo Stabia, dove gioca 29 gare segnando 7 reti, e con il Monza, con 10 gol messi a segno in 55 partite.
Nel 1954 torna al Modena dove gioca per altri due anni in Serie B collezionando 44 presenze e 5 reti.
Per tre stagioni a partire dal 1958-1959, torna a Mirandola come calciatore-allenatore.
Allenatore in diverse squadre a partire dagli anni 1960, viene ricordato anche per la sua scaramanzia: in ogni partita indossava sempre un paio di calzini bianchi. Dopo aver lasciato lo Spezia nel 1983, chiude la carriera allenando le giovanili di Mirandola dal 1986-1987.
Muore all'età di 80 anni.

## Palmarès

### Allenatore

#### Competizioni regionali
- Prima Categoria: 1

Carpi: 1961-1962